# Houssen
 Houssen  (en alsacià Hüse) és un municipi francès, situat a la regió del Gran Est, al departament de l'Alt Rin. L'any 1999 tenia 1.768 habitants.

## Demografia
| 1962 | 1968  | 1975  | 1982  | 1990  | 1999  |
| ---- | ----- | ----- | ----- | ----- | ----- |
| 987  | 1.081 | 1.094 | 1.219 | 1.348 | 1.578 |

## Administració
| Període   | Identitat         | Partit |
| --------- | ----------------- | ------ |
| 1965-1971 | Eugène-Paul Fuchs |        |
| 1971-1983 | Robert Kienlen    |        |
| 1983-2001 | Ernest Kienlen    |        |
| 2001-2014 | Éric Straumann    | UMP    |
| 2014-2020 | Christian Klinger |        |